# Sphoeroides marmoratus
Compère de Guinée, Compère collier, Tétrodon marbré
Espèce
Statut de conservation UICN

 LC  : Préoccupation mineure
Sphoeroides marmoratus, le Compère de Guinée, Compère collier ou Tétrodon marbré, est une espèce de poissons marins de la famille des Tetraodontidae.

## Description et caractéristiques
Les membres de la famille des Tetraodontidae, dont fait partie cette espèce, se caractérisent par une peau résistante souvent dotée de petites écailles épineuses, des dents formant une plaque en forme de bec, et une ouverture branchiale en fente située près de la nageoire pectorale. Ces poissons n’ont pas de nageoires pelviennes ni de rayons épineux, mais possèdent une nageoire dorsale et une nageoire anale, toutes deux courtes et dépourvues de structures osseuses spécifiques comme des côtes.
Selon la description originale faite par Lowe :

« Ce petit poisson-crapaud semble étroitement apparenté à T. Spengleri, qui correspond également à T. Plumieri Lacépède selon Cuvier, bien qu'il ne puisse être attribué avec certitude à cette espèce ou à une autre décrite par Artedi, Linné ou Lacépède. Sa longueur ne dépasse guère six pouces. Les épines cutanées sont comprimées, très courtes et peu visibles, étant dissimulées dans de petites fossettes ou pores ; celles situées sur le ventre sont disposées de manière régulière en quinconce. Les nageoires dorsales et pectorales sont pâles, tandis que la nageoire caudale est d’un brun foncé, comme la partie supérieure du corps, avec une bande verticale claire près de la base. La nageoire anale, quant à elle, est blanche. »

— Lowe, 1838

## Habitat et écologie
Sphoeroides marmoratus est un poisson qui vit principalement autour des récifs rocheux, qu’ils soient naturels ou artificiels, jusqu’à une profondeur de 100 mètres. On l’observe également sur des fonds sableux, comme dans la baie de Porto Pim, à Faial, dans les Açores, où il semble être un résident permanent des substrats meubles.
Les Tetraodontidae sont connus pour leur capacité à se gonfler en absorbant de l’eau lorsqu’ils se sentent menacés. Ils produisent également des toxines puissantes, comme la tétrodotoxine et la saxitoxine, qui peuvent s’accumuler dans leur peau, leur foie et leurs gonades. La toxicité varie en fonction de l’espèce, de la zone géographique et des saisons. En outre, cette famille est remarquable pour détenir les plus petits génomes connus parmi les vertébrés.

## Répartition

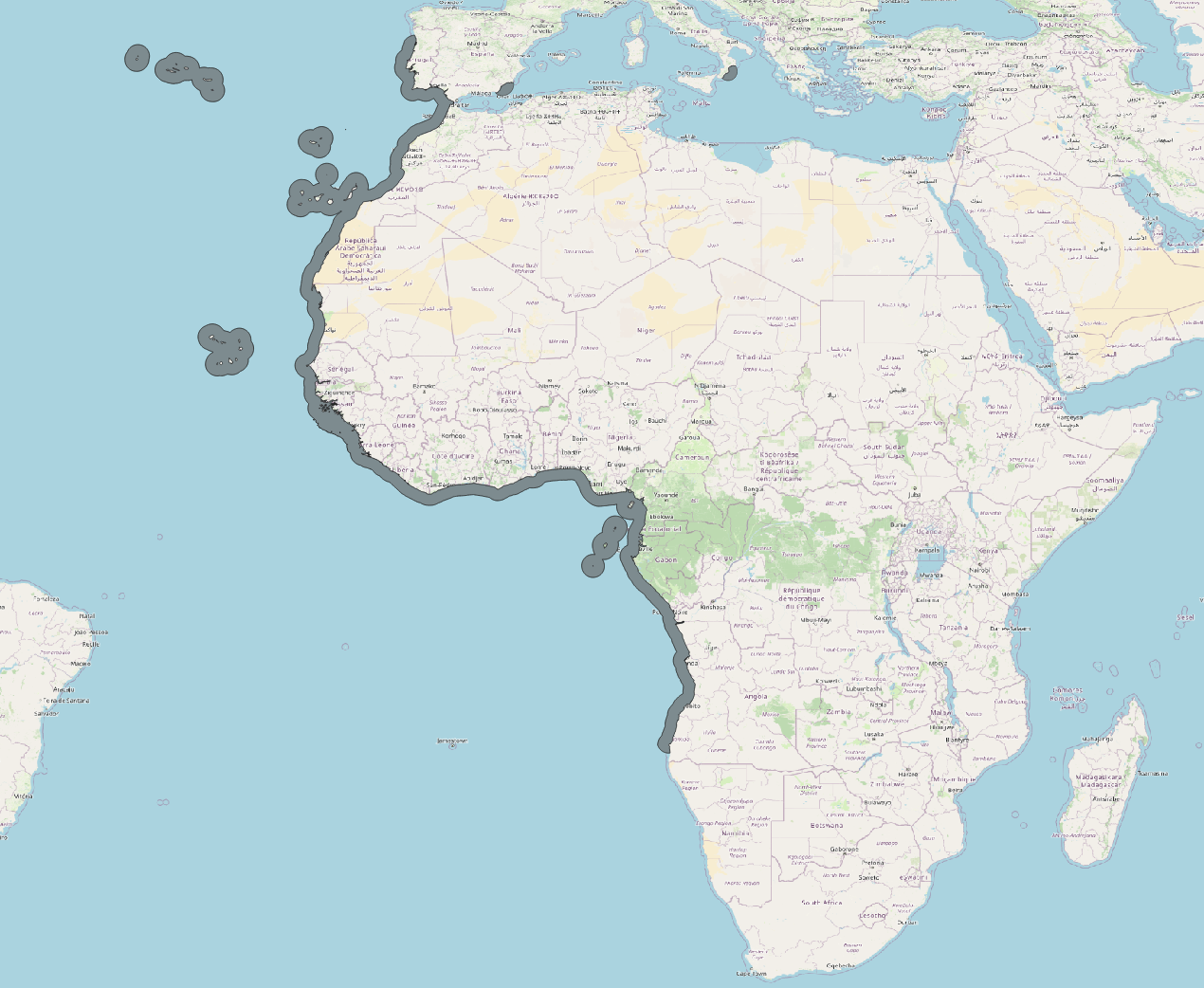
Carte de distribution de S. marmoratus d'après l'UICN (2025)

La distribution de Sphoeroides marmoratus a mis du temps à être correctement décrite. L'espèce a été souvent diagnostiquée à tort comme étant S. spengleri, en particulier à la suite des travaux de Collignon et de Blache et leur utilisation dans le Catalogue des Poissons de l’Atlantique du nord-est et de la Méditerranée (CLOFNAM) de l'UNESCO qui a longtemps fait autorité pour les poissons de l'Atlantique nord-est et la Méditerranée. Au début des années 2000 plusieurs travaux,, ont commencé à mettre en évidence ces erreurs d'identification qui avaient conduit a décrire l'espèce S. spengleri comme présente « des deux côtés de l'Atlantique tropical (de Madère à l'Angola et de la Nouvelle-Angleterre au Brésil) »,. Parallèlement, la présence de S. marmoratus dans ces régions n'est pas mentionnée dans les ouvrages de référence comme le CLOFNAM.
L'espèce se rencontre en fait dans les eaux côtières de l'Atlantique Est, depuis le Maroc jusqu'à l'Angola. Son aire de répartition inclut les pays d'Afrique de l'Ouest, ainsi que des régions d'Afrique centrale. Il est également présent autour des îles Canaries, du Cap Vert et de São Tomé-et-Principe et dans les eaux de Madère, des Açores et du Portugal continental, ainsi que de l'Espagne et de l'Italie en Méditerranée.

## Systématique
L'espèce a été décrite à l'origine par Richard Thomas Lowe, sous le nom de Tetrodon marmoratus et le nom valide complet (avec auteur) de ce taxon est Sphoeroides marmoratus (Lowe, 1838). Ce dernier nom d'espèce a été qualifié de « Nomen Protectum » qui est une mesure exceptionnelle de l'ICZN destinée à garantir la stabilité des noms scientifiques.
Le genre Sphoeroides nécessite une révision taxonomique, car il a été identifié comme paraphylétique,, ce qui signifie que tous les membres ne partagent pas un ancêtre commun exclusif.
Ce taxon porte en français les noms vernaculaires ou normalisés de « Compère de Guinée »,,, « Compère collier » et « Tétrodon marbré ».
Sphoeroides marmoratus a pour synonyme et protonyme :
- Tetrodon marmoratus Lowe, 1838

### Étymologie
Le nom de genre Sphoeroides provient du suffixe grec « -oides », signifiant « ayant la forme de », et du mot « sphaera », qui désigne une sphère ou une boule. Il fait référence à la forme arrondie que prend le poisson lorsqu'il se gonfle d'air ou d'eau, particulièrement visible lorsqu'on l'observe de face. Le nom d'espèce marmoratus signifie « marbré » en latin, en allusion aux taches diffuses brun-noir qui ornent son corps.

### Publication originale
- (en) Lowe, R. T., « A synopsis of the fishes of Madeira; with the principal synonyms, Portuguese names, and characters of the new genera and species », Transactions of the Zoological Society of London, vol. 2, no Part 3, article 14,‎ 1838, p. 173‑200 (ISSN 0084-5620, lire en ligne )[2].